# Château de Montalembert
Le château de Montalembert est un château du XVIe siècle de style néo-classique avec jardin à la française à Maîche dans le Haut-Doubs, en Franche-Comté. Il s'agit actuellement d'une propriété privée.
Le château fait l’objet d’une inscription au titre des monuments historiques depuis le 13 mars 1950.

## Historique
Le château médiéval est pris d'assaut par les troupes de l'évêque de Bâle, lors de la guerre des deux Bourgognes (1474-77). Le château actuel est construit en 1524 au cœur de la ville de Maîche, ainsi que l'atteste encore la date sur le linteau de la porte. Il remplace l'ancien château médiéval situé sur une colline avoisinante, et dont il ne subsiste aujourd'hui que des ruines.
Le château a été fortement remanié au XVIIIe siècle, sous l'action de ses propriétaires les marquis Alexandre-Nicolas-Joseph et François-Xavier-Joseph Guyot de Maîche.
Le comte Charles de Montalembert, député libéral royaliste, y a séjourné régulièrement, jusqu'à sa mort en 1870. C'est lui qui donne au château de Maîche son nom de Montalembert.
Le 13 novembre 1944, à la veille de l'offensive d'Alsace, Winston Churchill, Charles de Gaulle et Jean de Lattre de Tassigny, ainsi que les Etat-major américains, britannique et français, y organisent une rencontre pour préparer la fin de la Seconde Guerre mondiale et l'attaque finale qui débute le 19 du mois. Le général De Gaulle était déjà passé par le château le 24 septembre 1944, directement depuis Londres, afin de rencontrer l'armée de De Lattre. Churchill et De Gaulle se rencontre à Maîche car Churchill voulait revoir une armée française rencontrée lors de la Première Guerre Mondiale.
Le château conserve un papier peint panoramique qui orne l'une de ses pièces[réf. souhaitée].

## Propriétaires
La famille Guyot, à l'origine de la construction de ce château, en resta la propriétaire jusqu'à la mort en 1824 de son dernier représentant, François-Xavier-Joseph. Le château passa alors, à la faveur de plusieurs donations, dans les mains de sa nièce, Anna de Mérode, qui épousa en 1836 le comte Charles de Montalembert.
Parmi les derniers propriétaires du château, on retrouve :
- Jean-François Guyot (1610 - 1664).
- Jean-Baptiste Guyot de Maîche-Bermont (1650 - 1722), fils du précédent.
- Béat-Joseph Guyot de Maîche-Bermont (1692 - 1777), fils du précédent.
- Alexandre-Nicolas-Joseph Guyot de Maîche (1729 - 1805), fils du précédent.
- François-Xavier-Joseph Guyot de Maîche (1762 - 1824), fils du précédent, mort sans postérité.
- Philippine-Albertine de Grammont (? - 1847). Nièce du précédent.
- Comte Werner de Mérode (1816 - 1905), neveu de la précédente.
- Anna de Mérode (1818- 1904), sœur du précédent, épouse de Charles de Montalembert.
- Madeleine de Montalembert (1850 - 1920), fille des précédents. Épouse de François-Charles-Hubert Ghislain d'Hemricourt de Grünne et du Saint Empire.
- Comte Guillaume d'Hemricourt de Grünne et du Saint Empire (1888 - 1978), fils de la précédente. Il hérite du château en 1923.
- Colette d'Hemricourt de Grünne, Comtesse Cornet d'Elzius, fille ainée du comte Guillaume[4].
- Prince Nicolas Guedroïtz. Il reçoit le château de sa tante, la comtesse Cornet d'Elzius, en 2009[6].

## Galerie

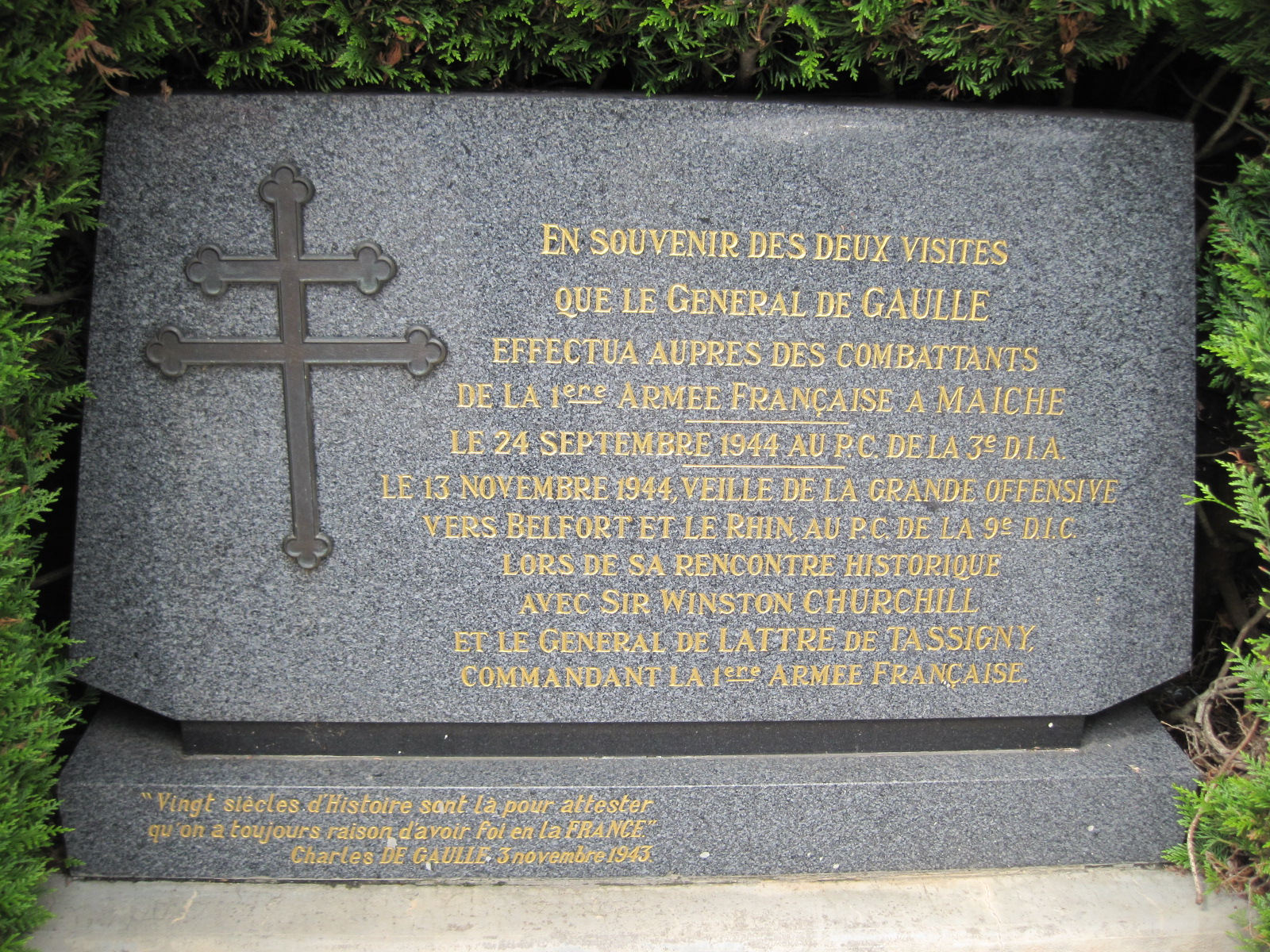
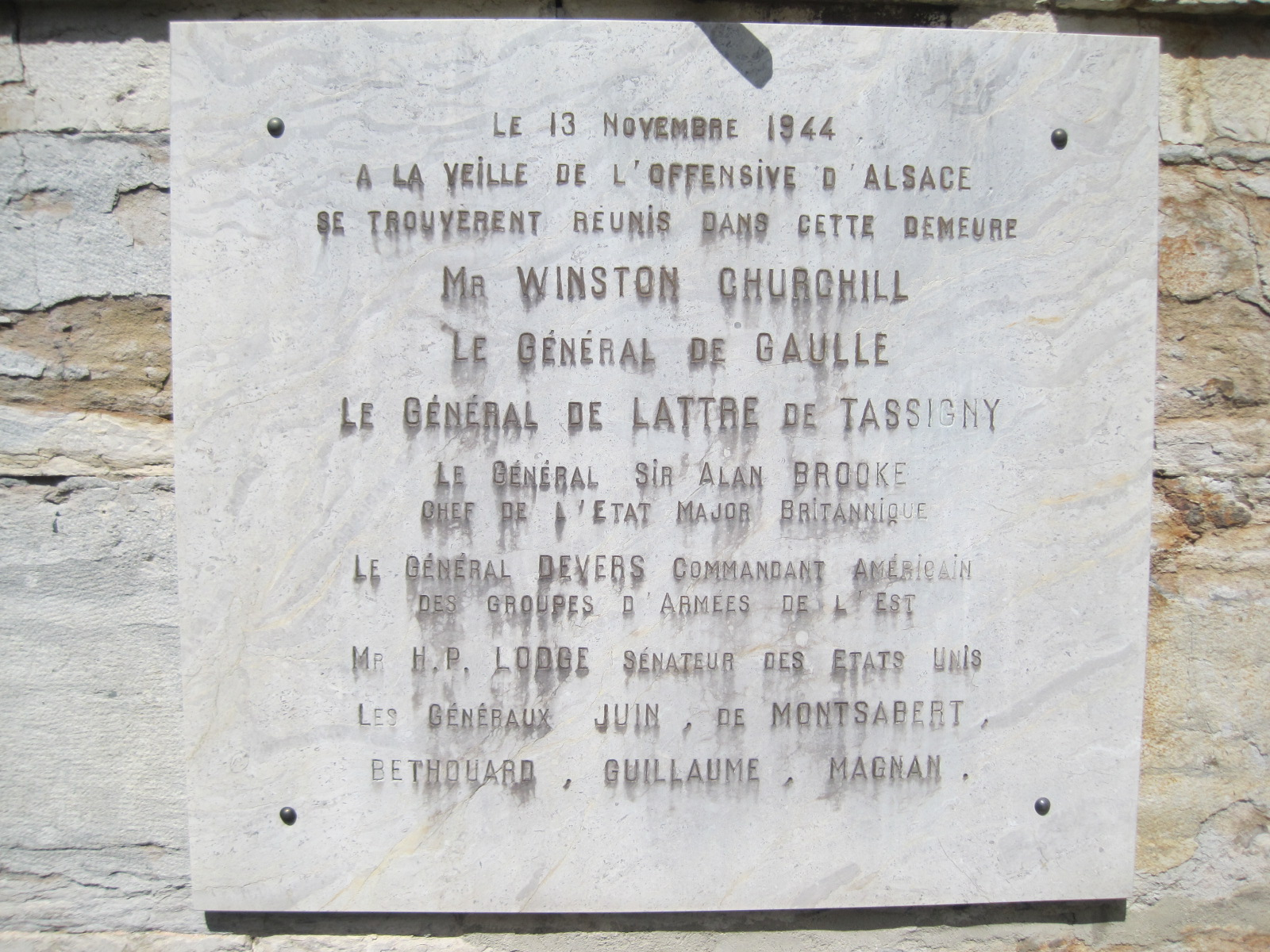
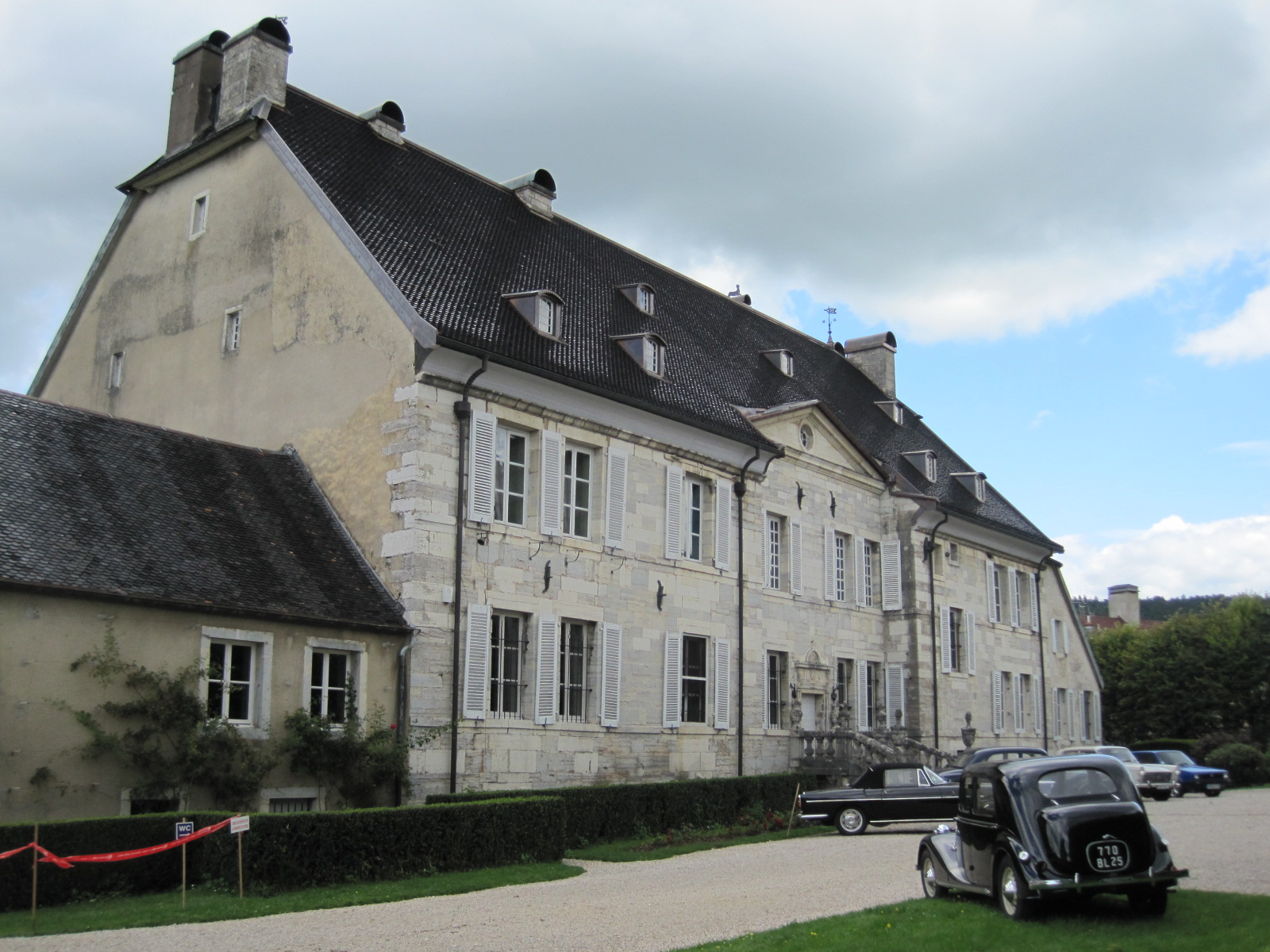
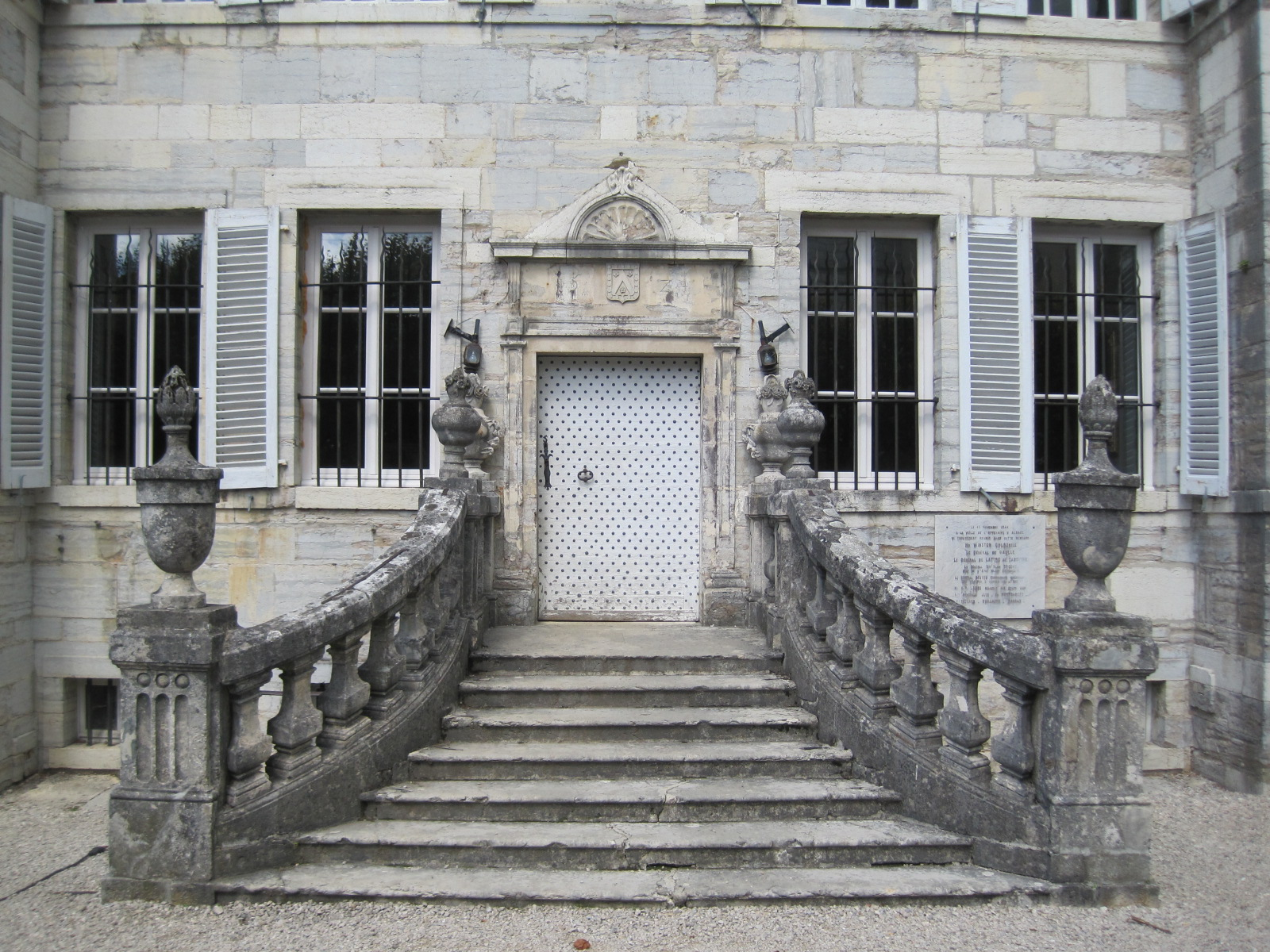
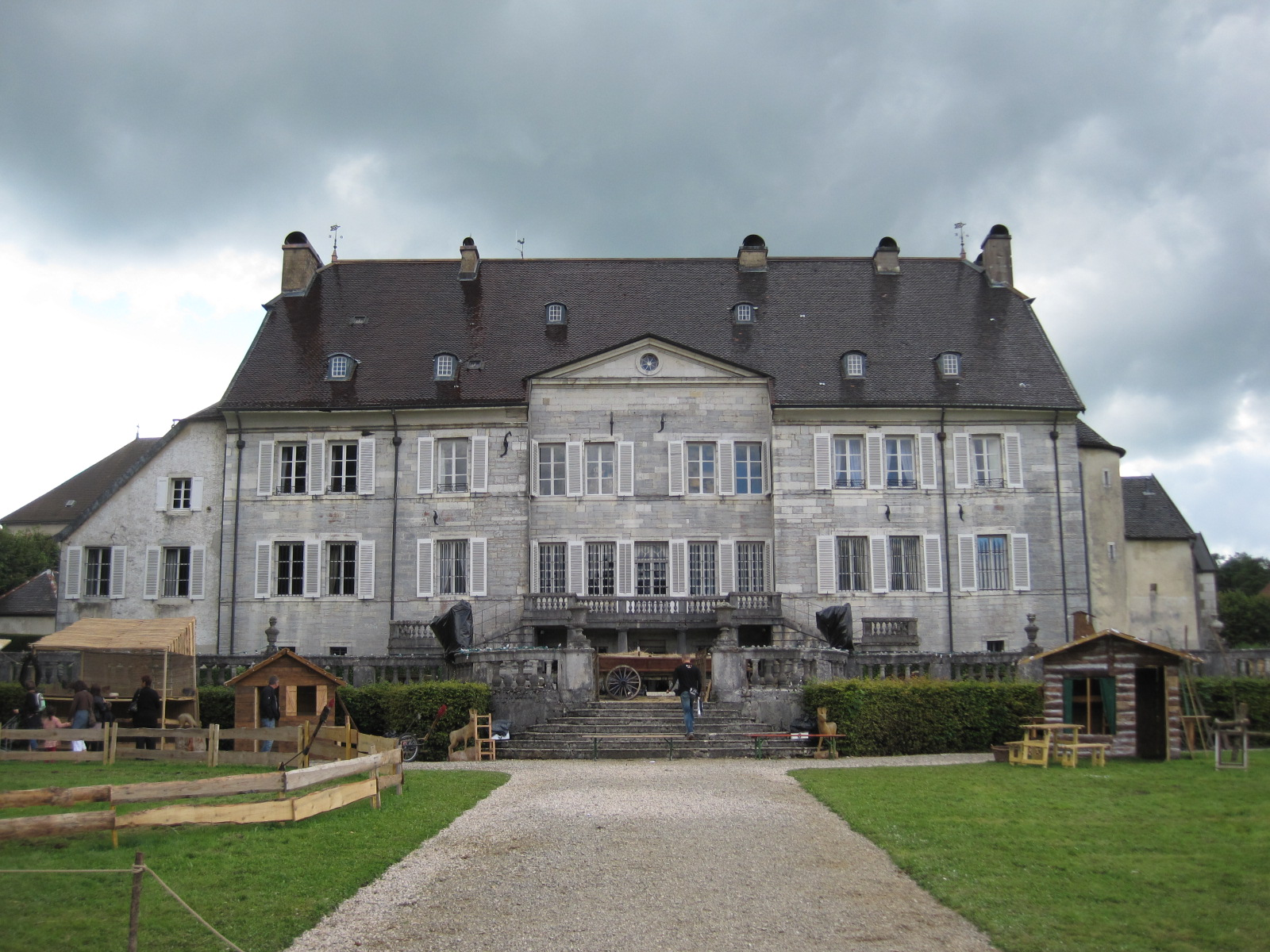
Façade côté Jardin
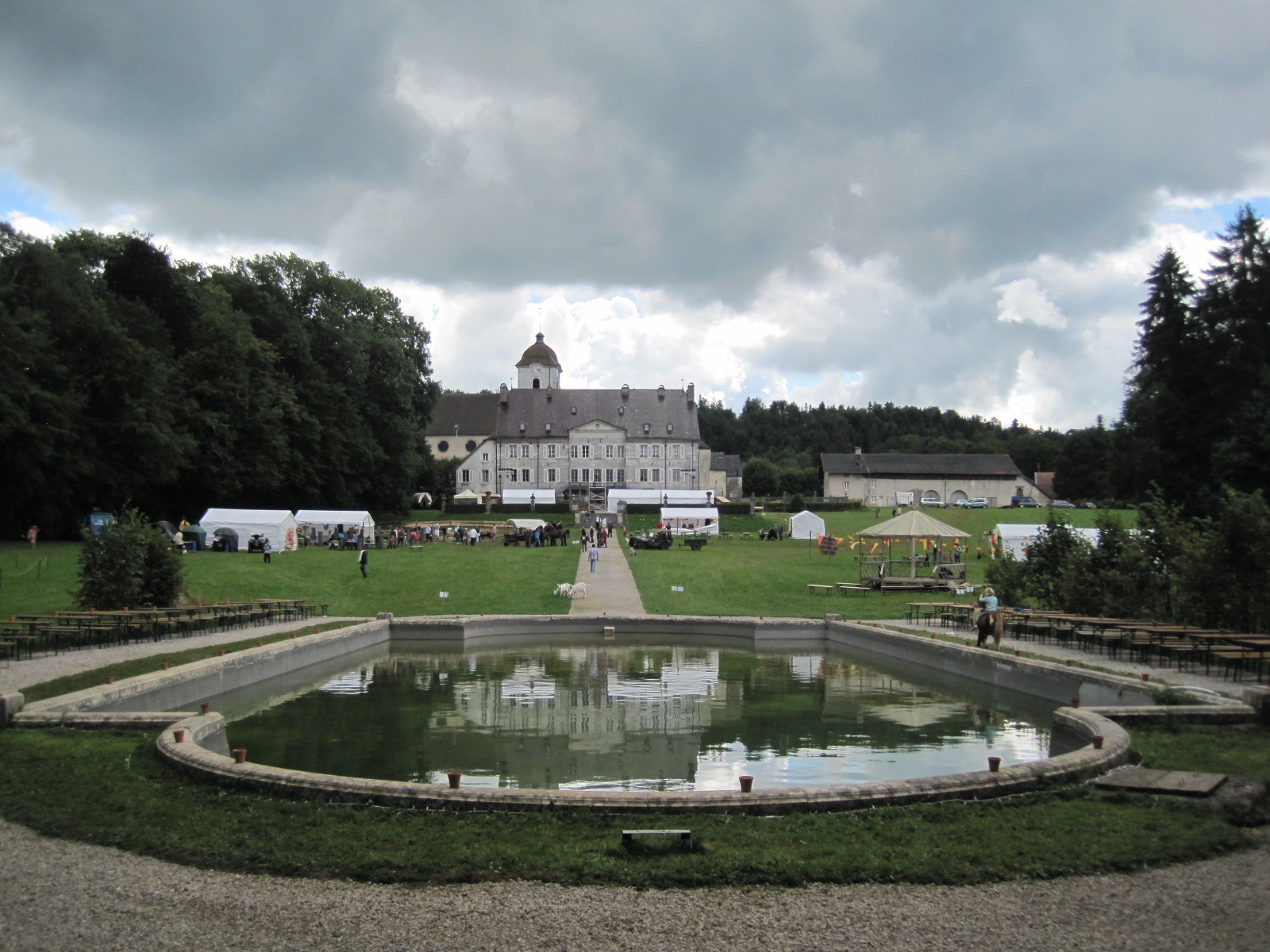
Perspective du jardin, avec le bassin construit par le Comte Guillaume d'Hemricourt de Grünne
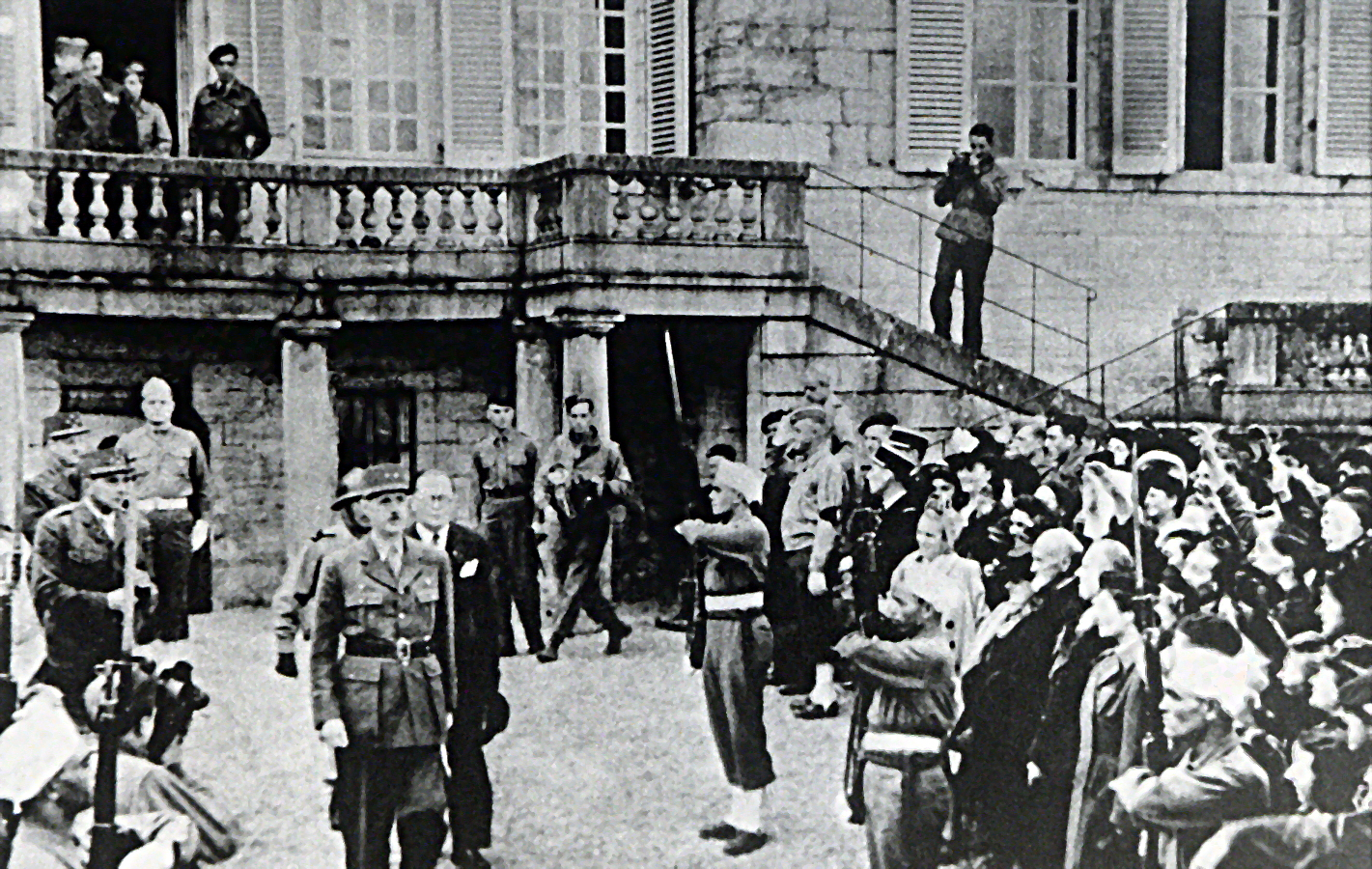
Rencontre de de Gaulle et de Churchill à Maîche, le 13 novembre 1944